# Katherine Drabot
Katherine Grace Drabot –conocida como Katie Drabot– (2 de septiembre de 1997) es una deportista estadounidense que compite en natación.
Ganó una medalla de bronce en el Campeonato Mundial de Natación de 2019 y una medalla de bronce en el Campeonato Pan-Pacífico de Natación de 2018, ambas en la prueba de 200 m mariposa.

## Palmarés internacional
| Campeonato Mundial      | Campeonato Mundial      | Campeonato Mundial | Campeonato Mundial |
| Año                     | Lugar                   | Medalla            | Prueba             |
| ----------------------- | ----------------------- | ------------------ | ------------------ |
| 2019                    | Gwangju (Corea del Sur) | Medalla de bronce  | 200 m mariposa     |
| Campeonato Pan-Pacífico |                         |                    |                    |
| Año                     | Lugar                   | Medalla            | Prueba             |
| 2018                    | Tokio (Japón)           | Medalla de bronce  | 200 m mariposa     |